# Морнико-аль-Серио
Морнико-аль-Серио (итал. Mornico al Serio) — коммуна в Италии, находится в регионе Ломбардия, подчиняется административному центру Бергамо.
Население составляет 2588 человек, плотность населения составляет 431 чел./км². Занимает площадь 6 км². Почтовый индекс — 24050. Телефонный код — 035.
Покровителем коммуны почитается святой апостол Андрей, празднование 30 ноября.